# Pallavolo Hermaea 2015-2016
Questa voce raccoglie le informazioni riguardanti la Pallavolo Hermaea nelle competizioni ufficiali della stagione 2015-2016.

## Stagione
La stagione 2015-16 è per la Pallavolo Hermaea la seconda consecutiva in Serie A2: nonostante la retrocessione al termine del campionato 2014-15, la squadra viene ripescata nella divisione cadetta a seguito della rinuncia di partecipazione di altre società. Viene cambiato l'allenatore, la cui scelta cade su Ivan Iosi, che quasi tutta la rosa con le uniche due conferme di Simona Degortes e Sofia Rebora. Tra i nuovi acquisti quelli di Alessandra Camarda, Natalia Brussa, Ana Correa, Adriana Vîlcu e Beatrice Valpiani, mentre tra le cessioni quelle di Federica Garbet, Elenī Kiosī, María Segura, Caterina Sintoni, Giorgia Baldelli e Jessica Panucci.
Il campionato si apre con la sconfitta in casa del New Volley Libertas a cui però fanno seguito quattro vittorie di fila prima di due stop di fila rispettivamente contro il Chieri '76 Volleyball e il VolAlto Caserta; nelle ultime sei giornate del girone di andata il club di Olbia ottiene quattro vittorie e due sconfitte che la portano al quarto posto in classifica, qualificandola per la Coppa Italia di Serie A2. Il girone di ritorno comincia con una vittoria, seguita da uno stop e poi ancora un altro successo: in seguito la squadra sarda incappa in una serie di otto gara perse di fila, per ritrovare la vittoria alla penultima giornata contro la Pallavolo Cisterna 88 e poi essere sconfitta all'ultima giornata dalla Polisportiva Filottrano Pallavolo, chiudendo al decimo posto in classifica, fuori dalla zona dei play-off promozione.
Grazie al quarto posto al termine del girone di andata della Serie A2 2015-16, la Pallavolo Hermaea partecipa per la prima volta alla Coppa Italia di Serie A2: viene tuttavia eliminata nel primo turno, ossia durante i quarti di finale, nella sconfitta casalinga contro il Volley Pesaro per 3-1.

## Organigramma societario
Area direttiva
- Presidente: Gianni Sarti

Area tecnica
- Allenatore: Ivan Iosi
- Allenatore in seconda: Marco Sinibaldi
- Scout man: Michelangelo Anile

Area sanitaria
- Preparatore atletico: Gabriele Rossi
- Fisioterapista: Manuela Fresu

## Rosa
| N° | Nome               | Ruolo | Data di nascita  | Nazionalità sportiva |
| -- | ------------------ | ----- | ---------------- | -------------------- |
| 1  | Carmen Bellapianta | S     | 3 novembre 1987  | Italia               |
| 2  | Natalia Brussa     | S/O   | 13 febbraio 1985 | Italia               |
| 3  | Beatrice Valpiani  | P     | 1º marzo 1986    | Italia               |
| 4  | Alessia Ameri      | L     | 19 ottobre 1985  | Italia               |
| 6  | Ana Correa         | C     | 19 gennaio 1985  | Spagna               |
| 7  | Eleonora Gili      | S     | 22 dicembre 1988 | Italia               |
| 8  | Eleonora Caboni    | L     | 18 giugno 1993   | Italia               |
| 9  | Giulia Ceresi      | P     | 6 aprile 1993    | Italia               |
| 10 | Simona Degortes    | S     | 2 novembre 1991  | Italia               |
| 11 | Adriana Vîlcu      | S     | 11 febbraio 1991 | Romania              |
| 13 | Cindy Lee Fezzi    | S/O   | 3 novembre 1997  | Italia               |
| 14 | Sara Giuliani      | C     | 11 agosto 1995   | Italia               |
| 15 | Sofia Rebora       | C     | 23 febbraio 1993 | Italia               |
| 17 | Alessandra Camarda | S     | 5 agosto 1988    | Italia               |

## Mercato
| Acquisti | Acquisti           | Acquisti            | Acquisti   |
| R.       | Nome               | da                  | Modalità   |
| -------- | ------------------ | ------------------- | ---------- |
| L        | Alessia Ameri      | inattiva            | definitivo |
| S        | Carmen Bellapianta | Napoli              | definitivo |
| S/O      | Natalia Brussa     | Pavia               | definitivo |
| L        | Eleonora Caboni    | Garibaldi           | definitivo |
| S        | Alessandra Camarda | Orizzonte           | definitivo |
| P        | Giulia Ceresi      | San Michele         | definitivo |
| C        | Ana Correa         | Dauphines Charleroi | definitivo |
| S/O      | Cindy Lee Fezzi    | Amatori Orago       | definitivo |
| S        | Eleonora Gili      | Soverato            | definitivo |
| C        | Sara Giuliani      | Pav Udine           | definitivo |
| P        | Beatrice Valpiani  | Pinerolo            | definitivo |
| S        | Adriana Vîlcu      | Panathīnaïkos       | definitivo |

| Cessioni | Cessioni         | Cessioni          | Cessioni   |
| R.       | Nome             | a                 | Modalità   |
| -------- | ---------------- | ----------------- | ---------- |
| S        | Giorgia Baldelli | Capo d'Orso Palau | ritirata   |
| C        | Angela Facendola | Cuneo Granda      | definitivo |
| C        | Federica Garbet  | Vigevano          | definitivo |
| S        | Eleonora Gili    | Como Volley       | definitivo |
| S        | Elenī Kiosī      | Pesaro            | definitivo |
| P        | Giulia Mordecchi | Marsala           | definitivo |
| S        | Jessica Panucci  | Marsala           | definitivo |
| S        | Chiara Pesce     | -                 | ritirata   |
| S        | María Segura     | Trentino Rosa     | definitivo |
| P        | Caterina Sintoni | Capo d'Orso Palau | definitivo |
| S        | Marika Vietri    | PCS Castelsardo   | definitivo |

## Risultati

### Serie A2

#### Girone di andata
| 1ª giornata - 18 ottobre 2015 PalaJacazzi, Aversa                       | Libertas Aversa | 3 - 2 | Hermaea       | 25-23, 27-25, 23-25, 22-25, 15-10 |
| 2ª giornata - 25 ottobre 2015 Geopalace, Olbia                          | Hermaea         | 3 - 0 | Trentino Rosa | 25-21, 25-22, 25-22               |
| 3ª giornata - 1º novembre 2015 Palazzetto dello Sport, Settimo Torinese | Lilliput        | 2 - 3 | Hermaea       | 24-26, 25-23, 25-21, 22-25, 11-15 |
| 4ª giornata - 8 novembre 2015 Geopalace, Olbia                          | Hermaea         | 3 - 0 | Pro Victoria  | 27-25, 25-21, 25-20               |
| 5ª giornata - 15 novembre 2015 Palazzetto dello Sport, Rovigo           | Beng Rovigo     | 0 - 3 | Hermaea       | 14-25, 20-25, 22-25               |
| 6ª giornata - 18 novembre 2015 Geopalace, Olbia                         | Hermaea         | 2 - 3 | Chieri '76    | 25-23, 16-25, 20-25, 25-21, 8-15  |
| 7ª giornata - 22 novembre 2015 Palazzetto dello Sport, Caserta          | VolAlto Caserta | 3 - 0 | Hermaea       | 35-33, 25-23, 25-23               |
| 8ª giornata - 29 novembre 2015 Geopalace, Olbia                         | Hermaea         | 3 - 1 | Pesaro        | 25-16, 25-23, 16-25, 26-24        |
| 9ª giornata - 6 dicembre 2015 PalaScoppa, Soverato                      | Soverato        | 3 - 1 | Hermaea       | 25-27, 25-15, 25-19, 25-23        |
| 10ª giornata - 13 dicembre 2015 PalaSurace, Palmi                       | Golem           | 2 - 3 | Hermaea       | 25-22, 25-23, 20-25, 18-25, 13-15 |
| 11ª giornata - 19 dicembre 2015 Geopalace, Olbia                        | Hermaea         | 0 - 3 | Forlì         | 21-25, 19-25, 26-28               |
| 12ª giornata - 22 dicembre 2015 PalaRamadù, Cisterna di Latina          | Cisterna        | 0 - 3 | Hermaea       | 17-25, 21-25, 11-25               |
| 13ª giornata - 17 gennaio 2016 Geopalace, Olbia                         | Hermaea         | 3 - 1 | Filottrano    | 23-25, 30-28, 25-19, 25-23        |

#### Girone di ritorno
| 14ª giornata - 24 gennaio 2016 Geopalace, Olbia               | Hermaea       | 3 - 1 | Libertas Aversa | 25-16, 21-25, 25-19, 25-23        |
| 15ª giornata - 31 gennaio 2016 PalaSanbapolis, Trento         | Trentino Rosa | 3 - 0 | Hermaea         | 25-16, 25-17, 25-21               |
| 16ª giornata - 7 febbraio 2016 Geopalace, Olbia               | Hermaea       | 3 - 1 | Lilliput        | 23-25, 25-16, 25-17, 25-21        |
| 17ª giornata - 13 febbraio 2016 Palazzetto dello Sport, Monza | Pro Victoria  | 3 - 2 | Hermaea         | 25-22, 26-28, 25-18, 20-25, 15-13 |
| 18ª giornata - 21 febbraio 2016 Geopalace, Olbia              | Hermaea       | 0 - 3 | Beng Rovigo     | 20-25, 20-25, 20-25               |
| 19ª giornata - 24 febbraio 2016 PalaMaddalene, Chieri         | Chieri '76    | 3 - 0 | Hermaea         | 25-23, 25-18, 25-19               |
| 20ª giornata - 28 febbraio 2016 Geopalace, Olbia              | Hermaea       | 1 - 3 | VolAlto Caserta | 25-19, 16-25, 17-25, 16-25        |
| 21ª giornata - 6 marzo 2016 PalaCampanara, Pesaro             | Pesaro        | 3 - 0 | Hermaea         | 25-17, 25-19, 25-9                |
| 22ª giornata - 13 marzo 2016 Geopalace, Olbia                 | Hermaea       | 0 - 3 | Soverato        | 25-27, 22-25, 23-25               |
| 23ª giornata - 26 marzo 2016 Geopalace, Olbia                 | Hermaea       | 2 - 3 | Golem           | 25-22, 22-25, 25-19, 24-26, 17-19 |
| 24ª giornata - 3 aprile 2016 PalaRomiti, Forlì                | Forlì         | 3 - 1 | Hermaea         | 25-16, 20-25, 25-16, 25-23        |
| 25ª giornata - 6 aprile 2016 Geopalace, Olbia                 | Hermaea       | 3 - 0 | Cisterna        | 25-14, 25-18, 25-15               |
| 26ª giornata - 10 aprile 2016 PalaBaldinelli, Osimo           | Filottrano    | 3 - 0 | Hermaea         | 25-20, 25-20, 25-13               |

### Coppa Italia di Serie A2

#### Fase a eliminazione diretta
| Quarti di finale - 27 gennaio 2016 Geopalace, Olbia | Hermaea | 1 - 3 | Pesaro | 25-19, 19-25, 18-25, 19-25 |

## Statistiche

### Statistiche di squadra
| Competizione             | Punti | In casa | In casa | In casa | In trasferta | In trasferta | In trasferta | Totale | Totale | Totale |
| Competizione             | Punti | G       | V       | P       | G            | V            | P            | G      | V      | P      |
| ------------------------ | ----- | ------- | ------- | ------- | ------------ | ------------ | ------------ | ------ | ------ | ------ |
| Serie A2                 | 35    | 13      | 7       | 6       | 13           | 4            | 9            | 26     | 11     | 15     |
| Coppa Italia di Serie A2 | -     | 1       | 0       | 1       | -            | -            | -            | 1      | 0      | 1      |
| Totale                   | -     | 14      | 7       | 7       | 13           | 4            | 9            | 27     | 11     | 16     |

G = partite giocate; V = partite vinte; P = partite perse

### Statistiche dei giocatori
| Giocatore      | Serie A2 | Serie A2 | Serie A2 | Serie A2 | Serie A2 | Coppa Italia di Serie A2 | Coppa Italia di Serie A2 | Coppa Italia di Serie A2 | Coppa Italia di Serie A2 | Coppa Italia di Serie A2 | Totale | Totale | Totale | Totale | Totale |
| Giocatore      | P        | PT       | AV       | MV       | BV       | P                        | PT                       | AV                       | MV                       | BV                       | P      | PT     | AV     | MV     | BV     |
| -------------- | -------- | -------- | -------- | -------- | -------- | ------------------------ | ------------------------ | ------------------------ | ------------------------ | ------------------------ | ------ | ------ | ------ | ------ | ------ |
| A. Armeri      | 6        | -        | -        | -        | -        | -                        | -                        | -                        | -                        | -                        | 6      | -      | -      | -      | -      |
| C. Bellapianta | 13       | 23       | ?        | ?        | ?        | 1                        | 1                        | 0                        | 0                        | 1                        | 14     | 24     | ?      | ?      | ?      |
| N. Brussa      | 26       | 533      | ?        | ?        | ?        | 1                        | 16                       | 13                       | 2                        | 1                        | 27     | 549    | ?      | ?      | ?      |
| E. Caboni      | 9        | 1        | ?        | ?        | ?        | 1                        | -                        | -                        | -                        | -                        | 10     | 1      | ?      | ?      | ?      |
| A. Camarda     | 25       | 230      | ?        | ?        | ?        | 1                        | 9                        | 7                        | 1                        | 1                        | 26     | 239    | ?      | ?      | ?      |
| G. Ceresi      | 13       | 4        | ?        | ?        | ?        | 1                        | 0                        | 0                        | 0                        | 0                        | 14     | 4      | ?      | ?      | ?      |
| A. Correa      | 17       | 122      | ?        | ?        | ?        | 1                        | 4                        | 4                        | 0                        | 0                        | 18     | 126    | ?      | ?      | ?      |
| S. Degortes    | 16       | 0        | 0        | 0        | 0        | 1                        | -                        | -                        | -                        | -                        | 17     | 0      | 0      | 0      | 0      |
| C. Lee Fezzi   | 18       | 3        | ?        | ?        | ?        | 0                        | 0                        | 0                        | 0                        | 0                        | 18     | 3      | ?      | ?      | ?      |
| E. Gili        | 12       | 22       | ?        | ?        | ?        | -                        | -                        | -                        | -                        | -                        | 12     | 22     | ?      | ?      | ?      |
| S. Giuliani    | 5        | 23       | ?        | ?        | ?        | 1                        | 2                        | 2                        | 0                        | 0                        | 6      | 25     | ?      | ?      | ?      |
| S. Rebora      | 25       | 242      | ?        | ?        | ?        | 1                        | 10                       | 10                       | 0                        | 0                        | 26     | 252    | ?      | ?      | ?      |
| B. Valpiani    | 25       | 37       | ?        | ?        | ?        | 1                        | 1                        | 0                        | 0                        | 1                        | 26     | 38     | ?      | ?      | ?      |
| A. Vîlcu       | 26       | 259      | ?        | ?        | ?        | 1                        | 15                       | 11                       | 2                        | 2                        | 27     | 273    | ?      | ?      | ?      |

P = presenze; PT = punti totali; AV = attacchi vincenti; MV = muri vincenti; BV = battute vincenti